# Gunung Lhok Kareungcuru
Gunung Lhok Kareungcuru är ett berg i Indonesien.   Det ligger i provinsen Aceh, i den västra delen av landet, 1 700 km nordväst om huvudstaden Jakarta. Toppen på Gunung Lhok Kareungcuru är 685 meter över havet.
Terrängen runt Gunung Lhok Kareungcuru är lite bergig. Runt Gunung Lhok Kareungcuru är det mycket glesbefolkat, med 2 invånare per kvadratkilometer. I omgivningarna runt Gunung Lhok Kareungcuru växer i huvudsak städsegrön lövskog.